# André Santos
André Santos vagy teljes nevén André Clarindo dos Santos (Brazília, São Paulo, 1983. március 8. –) 
brazil labdarúgó. A Figueirense csapatában kezdett futballozni, Corinthians ellen debütált 2003-ban. 2009.június 15-én lépett először pályára a brazil válogatottban Egyiptom ellen. Részt vett a 2009-es Konföderációs Kupán, amit meg is nyert a válogatottal.

## Pályafutása
Európai, afrikai és indián származású. A fiatalkorában ritkán lehetett labda nélkül látni. Apja korán rájött, hogy a fia tehetséges és a helyi klub a Figueirense Akadémiájára íratta be. Santos hamar kifejlesztette góllövő képességét, mivel az edzéseken sokszor gyakorolta a csapattársaival a lövéseket. A Corinthians ellen debütált 2003-ban. 2003-ban Pelé azt mondta róla, hogy ő a következő Roberto Carlos. 2005-ben a Flamengóban, 2006-ban az Atlético Mineiróban játszott kölcsönben.

### Corinthians
2008-ban írt alá a Corinthianshoz. Nagyon jól játszott balszélső poszton csapatában. A Corinthianssal megnyerte a Serie B-t, a Brazil Kupát és Campeonato Paulista bajnokságoz mielőtt elhagyta a klubot. A klub 9 millió eurót kapott érte a török Fenerbahcétól.

### Fenerbahçe
2009. július 20-án igazolt a török Fenerbahçehoz csapattársával Cristian Oliveira Baronival együtt. Ötéves szerződést írt alá a török klubnál.
André Santos, akit 9 millió euróért igazolt a török klub, kiszorította a balszélső posztról a híres brazil játékost Roberto Carlost, aki ezért később a Corinthianshoz igazolt.
52 bajnokin összesen 10 gólt szerzett a Fenerbahçéban. A 2010-2011-es szezonban 25 bajnokin 5 gólt szerzett ezzel ő lett a legtöbb gólt szerző balhátvéd a szezonban.
2011. augusztus 29-én az Arsenal 6,2 millió fontért vásárolta meg a Fenerbahçétól.

### Arsenal
2011. augusztus 31-én kötött az Arsenallal hosszú távú szerződést, ahol a 11-es számú mezt kapta meg.
A Premier League-ben szeptember 17-én debütált az Ewood Parkban a Blackburn Rovers ellen, ahol az Arsenal 4-3-as vereséget szenvedett. Szeptember 28-án megszerezte első gólját az Olypmiakosz ellen egy Bajnokok Ligája csoportmérkőzésen. Az első Premier League-es gólját október 29-én szerezte a Chelsea ellen 5-3-ra megnyert mérkőzésen. A 3-1-re az Olympiakosz ellen elvesztett mérkőzésen Santos megsérült, ami miatt maximum 3 hónapot kellett kihagynia. Március 24-én az Aston Villa elleni 3-0-ra megnyert mérkőzésen tért vissza és váltotta a 68. percben Kieran Gibbst.

### Grêmio
2013. február 10-én kölcsönbe került 6 hónapra a brazil Grêmio csapatához. Eddig a Libertadores kupában kapott szerepet, ahol 4 meccsen játszott és 1 gólt szerzett.

### Válogatottban
2009. május 21-én hívták be először a brazil válogatott keretébe. 2009. június 15-én lépett először pályára a brazil válogatottban Egyiptom ellen. Kezdő volt a 2009-es Konföderációs kupa döntőjében az Egyesült Államok ellen és Dani Alves váltotta őt a 66. percben a beszedett sárga lapja miatt. A Konföderációs kupa után Michel Bastost és Gilbertót játszatta a balszélső poszton Dunga és emiatt Santost nem hívta be a brazil válogatott 2010-es vb keretébe. Miután a 2010-es vb-n a brazil válogatott csalódást okozott, Dungát leváltották a szövetségi kapitány posztjáról. Dunga helyét Mano Menezes vette át, ahol Santos újra lehetőséget kapott balszélső poszton.